# Patrick Delap
Patrick Columba Delap (* 17. März 1932; † 14. Mai 1987) war ein irischer Arzt und Politiker der Fianna Fáil. Er war von 1970 bis 1973 Teachta Dála (Abgeordneter) des Dáil Éireann, des Unterhauses des irischen Parlaments (Oireachtas).

## Biografie
Delap war als Arzt vor seinem Einstieg in die Politik tätig. Bei der Nachwahl für den verstorbenen Abgeordneten Patrick O’Donnell im Wahlkreis Donegal–Leitrim erhielt er auf Anhieb genügend Stimmen, um in den Dáil Éireann einzuziehen. Bei den Wahlen zum Dáil Éireann 1973 verlor er jedoch seinen Sitz und konnte ihn auch nicht bei den Wahlen 1977 zurückgewinnen.